# Eden (Gemeinde Diersbach)
Eden (früher auch Edern und Oeden) ist eine Rotte in der Gemeinde Diersbach in Oberösterreich (Bezirk Schärding). Die Ortschaft hat 64 Einwohner (Stand 1. Jänner 2024).

## Geographie
Eden liegt rund viereinhalb Kilometer nordöstlich des Ortszentrums von Diersbach im nordöstlichen Gemeindegebiet. Eden ist Teil der Katastralgemeinde Angsüss. Die Rotte ist von Süden und Nordosten über die Sankt Roman Bezirksstraße erreichbar, die im Norden von der Ruholdinger Bezirksstraße (L 1172) und im Süden bei Mitterndorf von der Enzenkirchener Bezirksstraße (L 1135) abzweigt. Eine weitere Anbindung besteht über die ebenfalls an der Enzenkirchener Bezirksstraße liegende Siedlung Buchet von Nordwesten. Nachbarorte sind Birieck und Leithen im Norden, Bartenberg im Osten, Mitterndorf und Raad im Süden und Buchet im Westen.

## Geschichte und Bevölkerung
Urkundlich wurde Eden um 1340 erstmals als Oeden urkundlich erwähnt, wobei sich der Ortsname „Öd“ (öd, leer, unbebaut) ableitet. Der Ortsname war lange Zeit gebräuchlich, erst im Laufe der zweiten Hälfte des 20. Jahrhunderts kam die Bezeichnung „Oeden“ ab und wurde durch „Eden“ ersetzt. Im Gegensatz zu zahlreichen anderen Ortsteilen von Diersbach erlebte Eden in der zweiten Hälfte des 20. Jahrhunderts einen stärkeren Zuwachs an Gebäuden und Einwohnern, da mehrere Siedlungshäuser gebaut wurden. Das Bauerngut in Eden 1 ist hingegen bereits in der zweiten Hälfte des 19. Jahrhunderts verschwunden, von ihm blieb nur mehr das sogenannte „Kollerhaus“ erhalten.
In Eden lebten 1869 63 Menschen in acht Häusern. Bis zum Jahr 1910 sank die Einwohnerzahl auf 57 Personen, wobei 30 Männer und 27 Frauen bzw. ausschließlich Katholiken gezählt wurden. Die Zahl der Häuser war leicht auf neun gestiegen. In der Statistik wurde Eden unterteilt in den Weiler Edern mit acht Häusern und 55 Einwohnern sowie den Einzelhof Birieck mit einem Haus und zwei Einwohnern. Auch 1923 hatte sich bezüglich der Größe der Siedlung wenig geändert. Die Zahl der Häuser war um eines gestiegen, wobei in Birieck nun drei Menschen in einem Haus und im Weiler Edern 48 Menschen in neun Häusern lebten. Bis 1951 hatte sich an der Gebäudezahl bzw. -verteilung nichts geändert, die Einwohnerzahl lag bei 51, wobei im Weiler 48 und in Birieck drei Menschen lebten. Danach begann der Ortsteil zu wachen und 1971 umfasste Eden bereits 14 Häuser und 76 Einwohner. Eden wurde nun bereits als Dorf mit 13 Häusern und 68 Einwohnern klassifiziert, in Birieck lebten acht Menschen. 1981 umfasste Eden 17 Gebäude mit 72 Einwohnern, wobei das Dorf Eden alleine 14 Gebäude und 58 Einwohner aufwies. Neben dem Einzelhof Birieck wurde hier auch die Einöde Hoisn mit zwei Gebäuden und sechs Einwohnern ausgewiesen, in Birieck lebten acht Menschen. 2001 wurde Eden hingegen als Rotte mit 22 Gebäuden und 84 Einwohnern ausgewiesen. Es bestanden 19 Gebäude mit Hauptwohnsitzen, 30 Wohnungen und 29 Haushalte neun sechs land- und forstwirtschaftliche Betriebsstätten. Als übrige Ortsnamen wurde auch der Einzelhof Birieck genannt, jedoch keine separaten Zahlen mehr erhoben. 2011 beherbergte die Ortschaft 66 Einwohner.

## Bauwerke
Die Fatima-Kapelle des Fixlbauern-Anwesens in Eden stammt aus dem Jahr 1951.